# Ian Fairweather

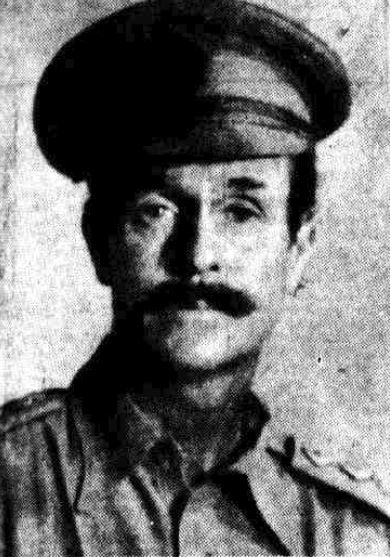
Ian Fairweather in Uniform während des Zweiten Weltkriegs.

Ian Fairweather (* 29. September 1891 in Bridge of Allan, Stirlingshire, Schottland; † 20. Mai 1974 in Brisbane, Australien) war ein schottisch-australischer Maler. Seine Gemälde verbanden asiatische und australische Einflüsse. Er war bekannt für seinen exzentrischen Lebensstil.

## Leben und Werk
Ian Fairweather war das jüngste von neun Kindern des stellvertretenden Generalchirurgs beim Indian Medical Service, James Fairweather, und dessen Ehefrau Annette Margaret Dupré, geborene Thorp. Ab dem sechsten Monat wuchs er bis zur Rückkehr seiner Eltern aus Indien 1901 bei seinen schottischen Tanten auf. Er studierte in London, auf der Kanalinsel Jersey (wo die Familie lebte) und in Champéry, Schweiz. Darauf trat er in die British Army ein und zog 1914 in den Ersten Weltkrieg. Zwei Monate später geriet er in Frankreich in deutsche Gefangenschaft, aus der er mehrfach zu entkommen versuchte. Während dieser Zeit las Fairweather Arbeiten der Schriftsteller Ernest Francisco Fenollosa und Lafcadio Hearn, erlernte die Japanische Sprache, begann zu zeichnen und illustrierte Kriegsgefangenenzeitschriften. In Den Haag studierte er  1918 für kurze Zeit an der Koninklijke Academie van Beeldende Kunsten sowie privat bei Johann Hendrik van Mastenbroek. 1919 schrieb sich Fairweather am Commonwealth Forestry Institute von Oxford ein. 1920 bis 1924 war er Schüler von Henry Tonks an der Slade School of Fine Art, wo er 1922 den zweiten Preis in Figurenzeichnung erhielt. An der School of Oriental and African Studies der Universität London studierte er in Abendklassen erst Japanisch, dann Chinesische Sprachen. Zu dieser Zeit traf Fairweather den Kurator Jim Ede, der ihm ein lebenslanger Freund und Unterstützer war. Von 1925 bis 1927 malte er mit einem Gönner, wobei allerdings nur vier Gemälde auf Leinwand entstanden, welche die einzigen Werke auf diesem Untergrund blieben, die er als Maler schuf.
1929 reiste Fairweather zunächst nach Kanada, wo er als Landarbeiter beschäftigt war, dann im Mai zur Arbeit und Malerei nach Shanghai in China. Im März 1933 erreichte er Bali, wo er intensiv malte. Er besuchte Westaustralien und Colombo in der Kolonie Britisch-Ceylon und zog im Februar 1934 nach Melbourne in Australien. Hier erkannten der Kunstkritiker Gino Nibbi und Künstler wie George Bell, William „Jock“ Frater und Arnold Shore die außergewöhnliche Qualität seiner Arbeiten. Die Galerie von Cynthia Reed stellte Gemälde Fairweathers aus. Eine Auftragsarbeit für ein Wandbild am Menzies Hotel brach er nach sechs Monaten ab und verließ Melbourne jählings. Seine Reiseroute führte ihn von hier über Sydney und Brisbane auf die Philippinen, wo er einige Monate in Davao City malte, bevor er nach China zurückkehrte. Er lebte abseits der westlichen Diaspora in bitterer Armut und investierte viel Zeit in das Erlernen von Chinesischer Kalligrafie. Im April 1936 verließ er China und bereiste Japan, Taiwan, Hongkong, Borneo und erneut die Philippinen. Die meisten seiner Arbeiten bis dato verbrannten 1937, als sein Zimmer in Manila in Feuer fing. Er erlitt eine Bleivergiftung, zudem verlor nach einer Infektion einen Teil des kleinen Fingers an seiner rechten Hand.
Durch Vermittlung seines Freundes Ede zeigte Fairweather einige seiner Werke in der Redfern Gallery von London, darauf 1937 in der Ausstellung Carnegie International im Carnegie Museum of Art in Pittsburgh, Vereinigte Staaten von Amerika, sowie in der National Gallery of Victoria von Melbourne. Im September 1938 erreichte Fairweather Australien, wo er in Sandgate in der Nähe von Brisbane das stillgelegte Kino Beach Theatre als Atelier anmietete. Da er sich keine konventionellen Malfarben leisten konnte, benutzte er eine Mischung aus Borax und Wasserglaskitt, die jedoch auf den Bildwänden nicht zufriedenstellend haftete. Entmutigt zog er im Juni 1939 nach Cairns im Norden Queenslands weiter, wo er allerdings keine Arbeit finden konnte und zunächst mit Aborigines lebte. Seine ersten bekannten australischen Werke zeigten zwei Landschaften am Alligator Creek von Cairns. Zu dieser Zeit entstanden auch zwei Figurenstudien von Aborigines, Portrait und Lads Boxing. Diese Bilder waren seine letzten, die er in Öl malte, da er eine Allergie gegen das Medium entwickelt hatte und fortan für seine Arbeiten Gouache verwendete.
Im Mai 1940 verließ Fairweather Australien, um das britische Militär im Zweiten Weltkrieg zu unterstützen. Er erhielt einen Schreibtischjob in der Zensurabteilung in Singapur und einen weiteren im indischen Kalkutta, wo er zeitweilig zum Kommandant eines Kriegsgefangenenlagers für Italiener in Bombay ernannt wurde. Nach seiner Entlassung kehrte er am 1. Juni 1943 zunächst wieder nach Melbourne zurück. Seine Arbeiten waren derweil 1940 in London in der National Gallery sowie 1942 in der Redfern Gallery ausgestellt worden. Bald zog es ihn wieder Richtung Norden nach Cooktown in Queensland. Mangels Material experimentiere er hier mit Seife und Casein als Malmedium. In Sandgate, Brisbane, bewarb er sich erfolglos um die Leitung der Art Gallery of New South Wales in Sydney. Hierauf verdingte er sich als Arbeiter in einer Flugzeugfabrik. Im März 1945 stach er auf einem alten Rettungsboot in See und landete durch Zufall auf der nahegelegenen Insel Bribie Island, wo er sieben Monate blieb. Nach dem Diebstahl seiner Tagebücher zog nach Heidelberg, einem Vorort von Melbourne, in das Atelier der Malerin Lina Bryans. Dort lebte er unter anderen Künstlern und arbeitete zwei Jahre lang unermüdlich und scheinbar zufrieden. Die meisten seiner Gouachearbeiten, die er an die Redfern Gallery in London schickte, erreichten England allerdings in dauerhaft beschädigtem Zustand.
Voller Unrast zog Fairweather Ende 1947 zurück nach Cairns und schickte von dort seine Arbeiten an die Macquarie Galleries in Sydney, wo sie die Kunsthändlerin Treania Smith zum Verkauf anbot, unter anderem in einer Einzelausstellung im September 1949. Seine Werke wurden hier bis 1970 fast jährlich gezeigt. 1949 zog er wieder los, mit Stationen auf Bribie Island und in Townsville, dann nach Darwin. Hier lebte er von 1951 bis 1952 in dem verlassenen Schiffswrack der ehemaligen HMAS Kuru. Seine relativ seltenen Zeichnungen stammen meist aus der Zeit.

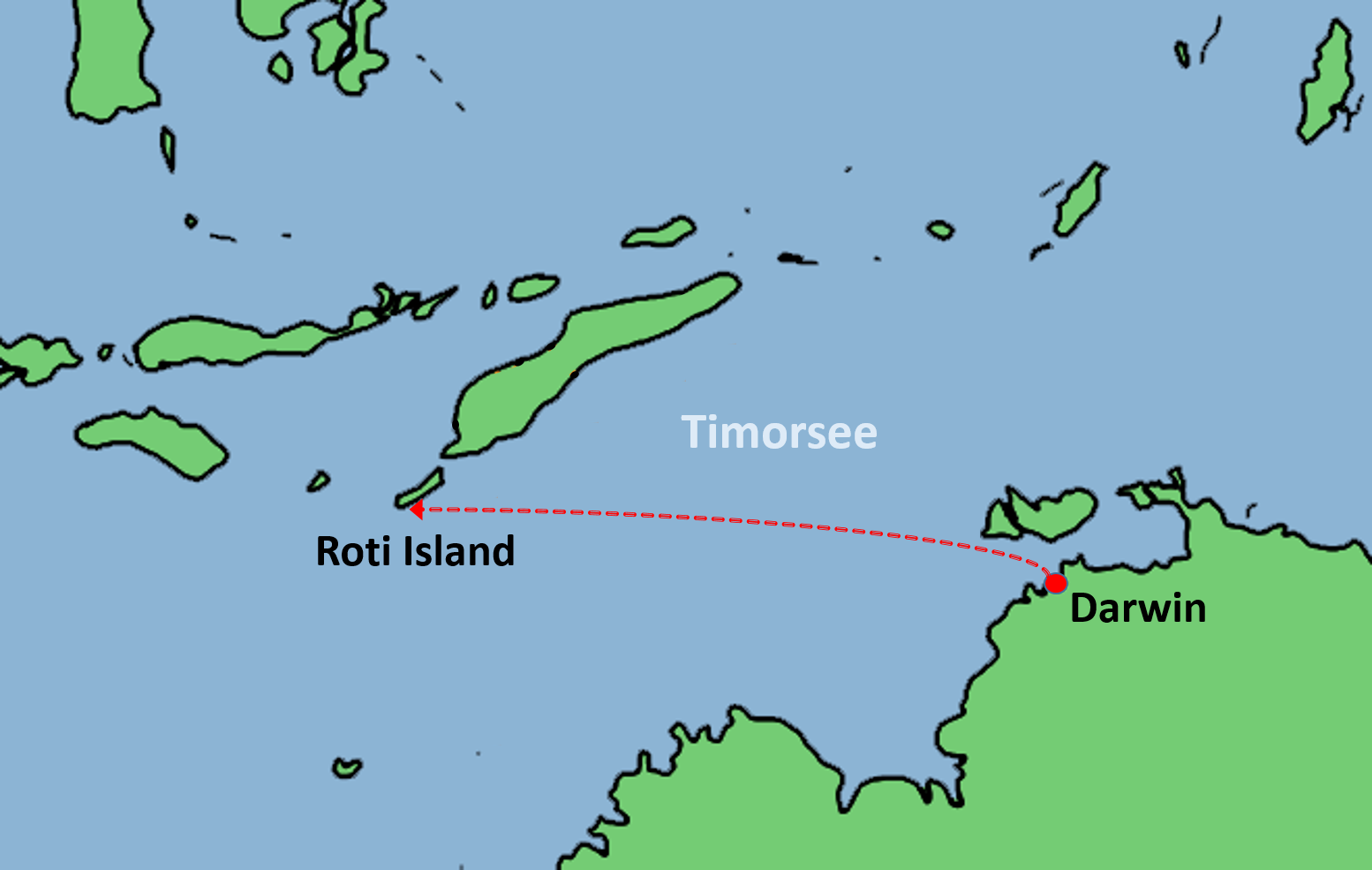
Fairweathers Fahrt durch die Timorsee, 1952

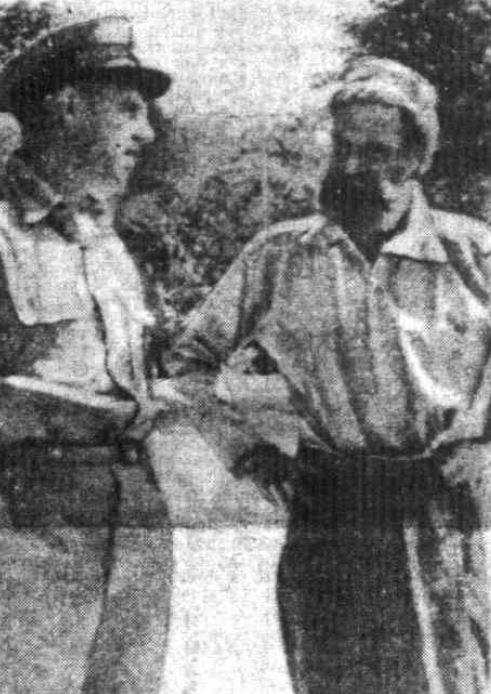
Fairweather mit Wing Commander A. McCormack, Commanding Officer, North-West Area, RAAF nach der Ankunft auf Roti Island.

Nach einem sorgfältigen Studium der Seefahrt und der Navigation stach er am 29. April 1952 Richtung Timor erneut in See, diesmal auf einem kleinen Floß, das er aus ausrangierten Komponenten wie Treibstofftanks von Kampfflugzeugen und Strandgut gebaut hatte. Seine Idee war von der Reise Thor Heyerdahls auf der Kon-Tiki inspiriert. Fairweathers Floß war jedoch seeuntüchtig, bald verlor er sein Segel und war der Strömung ausgeliefert. Ihm ging der Proviant aus und er glitt in ein Delirium. Sechzehn Tage später und etwa 650 Kilometer weiter erreichte er völlig entkräftet die indonesische Insel Roti, wo er am Strand zusammenbrach. Eine Familie aus einem nahegelegenen Dorf nahm in auf und pflegte ihn.
Die Royal Australian Air Force (RAAF) bot Fairweather an ihn nach Australien zurückzuführen, was er jedoch „aus Prinzip“ ablehnte. Darauf wurde er zunächst interniert und erst nach Timor, dann nach Bali und Singapur abgeschoben und in einem Obdachlosenheim untergebracht, bevor er nach England zurückgeführt wurde. Es dauerte etwa fünf Jahre, bis er in seinen Gemälden wie Lit Bateau und Roti seine Erfahrung auf dem Floss verarbeitete. Zur Rückzahlung der Kosten für die Passage nach Großbritannien hob Fairweather in England Gräben aus.
Über seine Beziehungen in England konnte er schließlich seine Rückkehr nach Australien finanzieren. Er kam im August 1953 in Sydney an und begab sich von dort direkt nach Bribie Island. In völliger Einsamkeit errichtete er zwei strohgedeckte Hütten in malaysischem Stil, in denen er lebte und arbeitete. Roi Soleil (1956–57) war eins seiner ersten größeren Werke, die an diesem Ort entstanden. Ab Mitte 1958 verwendete Fairweather synthetische Polymerfarben, die er häufig mit Gouache vermischte. Die sechsunddreißig abstrakten Gemälde, die er zwischen 1959 und 1960 an die Macquarie Galleries in Sydney sandte, gehören zu den meistgelobten Australiens. Das letzte Abendmahl von 1958 war sein erstes, das religiösen Themen behandelte. Seine Arbeit Monastery von 1961 gewann ihm 1966 den John-Mccaughey-Preis. Sein größtes Gemälde mit dem Titel Epiphany von 1962 hielt Fairweather für sein bestes Werk.
Ab Anfang 1963 widmete sich Fairweather weniger der Malerei und verbrachte mehr Zeit mit der Übersetzung und der Illustration der chinesischen Geschichte des buddhistischen Mönchs Chi-Tien, die er 1965 fertigstellte und The Drunken Buddha betitelte. Sein Gemälde Turtle and Temple Gong erhielt 1965 den von den Tabakhändlern W. D. & H. O. Wills gestifteten gleichnamigen Preis. Eine von der Queensland Art Gallery organisierte Wanderausstellung zeigte im gleichen Jahr achtundachtzig seiner Arbeiten. Seine Werke konnten auch 1963 auf der Biennale de São Paulo in Brasilien gesehen werden. Von 1964 bis 1965 tourten Gemälde Fairweathers mit der Ausstellung Australian Painting Today  durch Europa, wie auch in Asien mit Contemporary Australian Paintings von 1967 bis 1968.
Die zunehmende touristische Erschließung Bribie Islands (verarbeitet in Barbecue von 1963) und seine öffentliche Bekanntheit, die er mit seinen Ausstellungen erreicht hatte, veranlassten Fairweather am 7. August 1965 Australien erneut Richtung Singapur und Indien zu verlassen, jedoch kehrte er schon im September zurück. Ein Jahr später flog er nach London, wo er über die Einrichtung eines Ateliers nachdachte; allerdings fühlte er sich hier als Außenseiter und reiste bald zurück nach Bribie Island. 1968 nahm er seine abstrakte Malerei für kurze Zeit wieder auf und schuf sein letztes großes Werk House by the Sea. 1973 verliehen seine Künstlerkollegen Fairweather den International Co-operation Art Award für seinen herausragenden Beitrag zur Kunst in Australien. Um 1970 nahmen die australischen Finanzbehörden Fairweather ins Visier und ermittelten eine fünfstellige Steuerschuld. Die Macquarie Galleries hatten sich  veranlasst gesehen, in seinem Namen ein Treuhandkonto einzurichten, da Fairweather sich nicht für seine Einnahmen interessiert hatte. Von Arthritis und Herzerkrankungen geplagt, empfand er es ab 1969 zunehmend schwer, wie gewohnt an seinem niedrigen, flachen Tisch zu stehen und zu malen. Er verstarb am 20. Mai 1974 im Royal Brisbane and Women’s Hospital an den Folgen eines Herzanfalls und wurde nach presbyterianischem Brauch eingeäschert.
Fairweathers Arbeiten befinden sich im Bestand der National Gallery of Australia in Canberra und allen weiteren Nationalgalerien Australiens. Daneben werden seine Werke in vielen regionalen Museen gezeigt. International ist er unter anderem in der Londoner Tate Gallery, den Leicester Galleries und dem Ulster Museum in Belfast vertreten. Er war unter anderem von William Turner, Paul Cézanne, der chinesischen Kultur und vom Buddhismus beeinflusst. Mit chinesischer Kalligrafie, Post-Impressionismus, Kubismus, Abstraktion und der Kunst der Aborigines hatte er seinen Stil individualisiert. Der Inhalt seiner Arbeit war deutlich autobiografisch und meist reflektierend. Der Meisterkolorist nutzte Farbe sparsam; in seiner Landschaftsmalerei lag die Betonung auf den gezeigten Figuren. Er arbeitete langsam und nahm viele Änderungen vor, so wie ihm die Ideen kamen, ob bei Tag oder bei Nacht. Er missbilligte Versuche, in seinen Lebensstil einzugreifen, er lebte zurückgezogen und selbstdiszipliniert, frei von gesellschaftlichen Zwängen.